# Сервисна станица
Сервисна станица је прва југословенска и српска телевизијска серија снимана у продукцији Забавно-хумористичке редакције Телевизије Београд од 1959. до 1960. године. Серија је снимана и емитована уживо, међутим ниједна епизода није снимана на магнетоскопу, па се закључно са 1. априлом 2020. године сматра изгубљеном.
У главним улогама су Миодраг Петровић Чкаља и Мија Алексић којима је после тих улога уследила изузетна глумачка каријера. Серија прати живот Јордана и Раке као и њихово стално међусобно надметање, како на послу тако и ван њега.
Због велике популарности снимљена су два играна филма који представљају наставак серије. Године 1961. снимљени су Нема малих богова и Срећа у торби, док је једночасовни специјални ТВ римејк Сервисна станица снимљен 1966. године. За разлику од серије, филмови јесу опстали.

## Улоге
| Глумац                    | Улога                         |
| ------------------------- | ----------------------------- |
| Мија Алексић              | Рака (16 еп. 1959-1960)       |
| Ђокица Милаковић          | Паја (15 еп. 1959-1960)       |
| Драгутин Добричанин       | Власта (14 еп. 1959-1960)     |
| Жарко Митровић            | Пера (14 еп. 1959-1960)       |
| Љубомир Дидић             | (13 еп. 1959-1960)            |
| Јован Гец                 | Чика Аврам (13 еп. 1959-1960) |
| Душан Кандић              | Мали (12 еп. 1959-1960)       |
| Божидар Милетић           | Сретен (12 еп. 1959-1960)     |
| Мирослав Дуда Радивојевић | (12 еп. 1959-1960)            |
| Душан Крцун Ђорђевић      | (11 еп. 1959-1960)            |
| Вука Костић               | (11 еп. 1959-1960)            |
| Александар Стојковић      | Баџа (10 еп. 1959-1960)       |
| Вера Ђукић                | Мара (9 еп. 1959-1960)        |
| Миодраг Петровић Чкаља    | Јордан (9 еп. 1960)           |
| Михајло Викторовић        | Гроф (9 еп. 1959-1960)        |
| Олга Ивановић             | (8 еп. 1959-1960)             |
| Ана Красојевић            | (8 еп. 1959-1960)             |
| Бранка Веселиновић        | (7 еп. 1959-1960)             |
| Михајло Бата Паскаљевић   | (6 еп. 1959-1960)             |

 Остале улоге  ▼
| Глумац                     | Улога                        |
| -------------------------- | ---------------------------- |
| Милутин Мића Татић         | (6 еп. 1959-1960)            |
| Јовиша Војиновић           | (6 еп. 1959-1960)            |
| Љубиша Бачић               | (5 еп. 1959-1960)            |
| Софија Перић Нешић         | (5 еп. 1959-1960)            |
| Бранислав Радовић          | Буца (5 еп. 1959-1960)       |
| Даница Аћимац              | (4 еп. 1959-1960)            |
| Дара Чаленић               | (4 еп. 1959-1960)            |
| Миодраг Поповић Деба       | Милиционер (4 еп. 1959-1960) |
| Предраг Лаковић            | (2 еп. 1959-1960)            |
| Предраг Цуне Гојковић      | (2 еп. 1960)                 |
| Властимир Ђуза Стојиљковић | (2 еп. 1960)                 |
| Младен Млађа Веселиновић   | (1 еп. 1960)                 |

Комплетна ТВ екипа  ▼
| Редитељ              | Радивоје Лола Ђукић | (16 еп. 1959—1960)                   |
| Сценариста           | Радивоје Лола Ђукић | (16 еп. 1959—1960)                   |
| Сценариста           | Бранислав Ђуричић   | (4 еп. 1959)                         |
| Сценариста           | Радоје Домановић    | (1 еп. 1959)                         |
| Сценариста           | О. Хенри            | (1 еп. 1959)                         |
| Сценариста           | Душан Кандић        | (1 еп. 1959)                         |
| Сценариста           | Новак Новак         | (16 еп. 1959—1960)                   |
| Сценариста           | Бранислав Нушић     | (1 еп. 1959)                         |
| Сценариста           | Бора Савић          | (1 еп. 1959)                         |
| Директор фотографије | Војислав Лукић      | (непознат број епизода)              |
| Сценограф            | Драгољуб Лазаревић  | (16 еп. 1959—1960)                   |
| Костимограф          | Владанка Ђорђевић   | (16 еп. 1959—1960)                   |
| Костимограф          | Мара Финци          | (16 еп. 1959—1960)                   |
| Помоћник режије      | Здравко Шотра       | помоћник редитеља (16 еп. 1959—1960) |
| Остала екипа         | Нада Петернек       | секретар режије (16 еп. 1959—1960)   |